# Вулиця Ірчана (Львів)
Вулиця Ірчана — вулиця у Залізничному районі міста Львова, в місцевості Сигнівка. Сполучає вулиці Грузинську та Луцьку.

## Історія
Виникла на початку XX століття у складі передміського селища Сигнівка. Ще 1927 року вулиця мала назву Болотна бічна. Після входження селища до меж міста 11 квітня 1930 року, вулиці колишнього села були перейменовані або ж новоутвореним вулицям надавалися певні назви. Так, у 1936 році перейменована на вулицю Болотну. Сучасна назва вулиця Ірчана походить з 1963 року, на честь українського поета доби розстріляного відродження Мирослава Ірчана.

## Забудова
Забудова вулиці Мирослава Ірчана — одноповерхова садибна, нові індивідуальні забудови.